# Villa Literno
Villa Literno là một đô thị và thị xã của Ý. Đô thị này thuộc tỉnh Caserta trong vùng Campania. Villa Literno có diện tích km2, dân số theo ước tính năm 2004 của Viện thống kê quốc gia Ý là 10.608 người. Đô thị này cách Napoli 25 km về phía tây bắc và cách Caserta 25 km về phía tây.
Các đơn vị dân cư:
Đô thị Villa Literno giáp với các đô thị: Cancello e Arnone, Casal di Principe, Castel Volturno, Giugliano in Campania, San Cipriano d'Aversa.